# Le Mystère de la chambre bleue
Le Mystère de la chambre bleue est un roman policier historique de Jean d'Aillon publié en 1999. Il s'agit du 2e tome de la série Louis Fronsac, mais du troisième dans l'ordre de parution.

## Résumé
En 1641, Louis est notaire, spécialisé dans les enquêtes, associé à son père. Gaston est officier de police et enquête sur un livre donné à Catherine de Rambouillet. L'hôtel de Rambouillet est parmi les 300 habitations ayant l'eau courante et évite les 20 000 porteurs d'eau de la Seine. 
Peu après, Catherine rend le livre à Louis et Gaston dans sa chambre bleue. Elle écrit au prélat Mazarin. Cependant, Vivonne, nièce de Catherine, informe Louis que le livre contient des lettres secrètes. Une de ces lettres est la promesse de mariage du favori du roi à Marion, héritière de Gonzague. 
En 1642, Mazarin affirme à Louis que Richelieu ne doit pas avoir les lettres. Il se rend à Narbonne, puis rentre à Paris. 
Marie de Gonzague reçoit la lettre et décide la reine de ne plus chercher à conspirer. Le favori est exécuté. Mazarin révèle toute la vérité au roi qui fait Louis, chevalier de Mercy, et Gaston, commissaire de Saint-Germain.

## Éditions
- Le Grand Châtelet,  1999, 311 p.  (ISBN 2-911850-03-3)
- Éditions du Masque, coll. « Labyrinthes » no 136, 2005, 363 p.  (ISBN 2-7024-9776-4)
- Éditions du Masque, coll. « Masque poche » no 38, 2014, 468 p.  (ISBN 978-2-7024-4079-7)